# Zagórów (szczyt)
Zagórów (587 m n.p.m.) – wzniesienie na granicy Beskidu Wyspowego i Kotliny Sądeckiej. Jego południowe stoki opadają do doliny Słomki, zachodnie i wschodnie do dolinek dwóch jej dopływów, łagodniejsze północno-wschodnie do dolinki potoku Gajduszowiec.
Zagórów w większości znajduje się w granicach wsi Stronie w województwie małopolskim, w powiecie limanowskim, w gminie Łukowica, jedynie północno-wschodnie stoki są we wsi Długołęka-Świerkla w powiecie nowosądeckim. Jest porośnięty lasem bukowo-świerkowym.